# Хайнрих I фон Шоненберг
Хайнрих I фон Шоненберг (на немски: Heinrich von Schonenberg; * пр. 1350; † сл. 1375/пр. 1429) е благородник, господар на замък Шьонеберг/Шоненберг при Хофгайзмар в Северен Хесен.
Той е син на Конрад V фон Шоненберг († 1353/сл. 1355) и съпругата му Хелена Шваленберг от Дом Валдек († сл. 1372), дъщеря на граф Хайнрих II фон Шваленберг/IV (1287 – 1349) и графиня Елизабет фон Вьолпе († 1336), дъщеря на граф Бурхард II фон Вьолпе († 1289/1290) и Елизабет фон Холщайн († 1274/1284). Братята му са неженения Конрад VIII фон Шоненберг († сл. 1361) и Бурхард фон Шоненберг (* пр. 1348; † сл. 1417). Сестра му Мехтилд фон Шоненберг († сл. 1373) е омъжена за рицар Херболд фон Папенхайм († 1385).
Линията Шьонеберг/Шоненберг измира по мъжка линия през 1419 г. През 1429 г. ландграф Лудвиг I фон Хесен купува замъка Шьонеберг.

## Фамилия
Хайнрих I фон Шоненберг се жени за Мария фон Бюрен, дъщеря на Бертолд XI фон Бюрен († пр. 1409) и Кунигунда фон Мьорс († сл. 1409) и има една дъщеря:
- Юта фон Шоненберг, омъжена за Херман Шпигел-Дезенберг (* пр. 1417; † сл. 1462)

Хайнрих I фон Шоненберг се жени ок. 1340 г. във Фалендар, Рейланд, Прусия за Юта фон Зайн-Витгенщайн (* ок. 1340; † сл. 25 май 1421), дъщеря на граф Салентин фон Зайн-Изенбург-Витгеншайн-Хомбург († 1384/1392) и Елизабет фон Хиршхорн († сл. 1376). Бракът е бездетен.
Юта фон Сайн се омъжва втори път сл. 1375 г. за Дитрих III фон Рункел († 1403).